# Tetragnatha praedonia
Tetragnatha praedonia là một loài nhện trong họ Tetragnathidae.
Loài này thuộc chi Tetragnatha. Tetragnatha praedonia được miêu tả năm 1878 bởi L. Koch.

## Hình ảnh

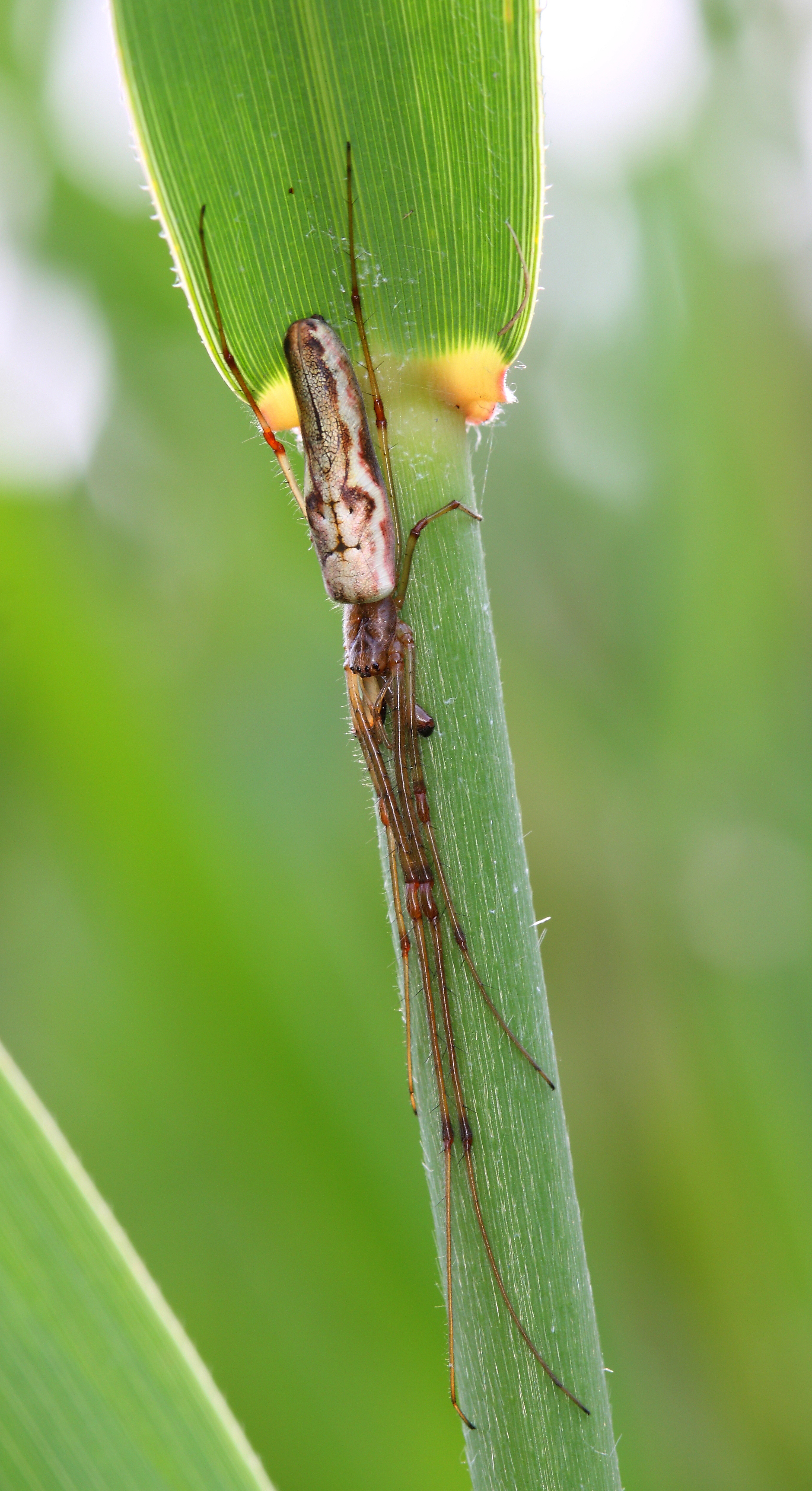
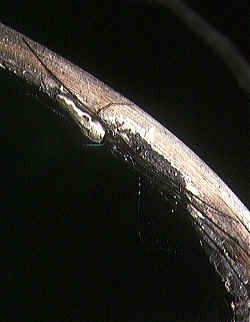
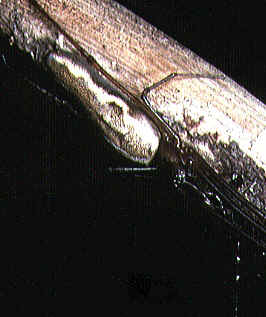
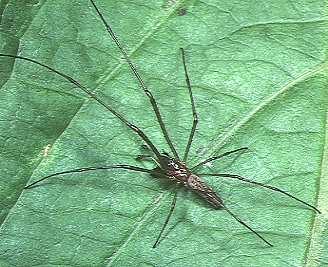